# Nottingham Arena
El Nottingham Arena, conocido por motivos de patrocinio como Motorpoint Arena, es un pabellón deportivo de usos múltiples ubicado en el Centro Nacional de Hielo en el barrio de Lace Market de Nottingham, Inglaterra, Reino Unido. El Centro Nacional de Hielo y la Arena Nottingham fueron abiertos por el medallista de oro olímpico Jayne Torvill el 1 de abril de 2000. Desde su apertura, el espacio ha sido sede de más de mil conciertos, actos de comedia, espectáculos familiares y eventos deportivos como peleas de boxeo. La arena es la primera instalación del Reino Unido con un centro de excelencia para los deportes de hielo en el Reino Unido.